# Hans Rudolph (Maler, 1905)
Hans Rudolph (* 22. Mai 1905 in Berlin; † 7. März 1993 in Gera) war ein deutscher Maler und Grafiker.

## Leben und Werk
Hans Rudolph (auch Rudolph-Gera) absolvierte von 1920 bis 1924 eine Lehre als Lithograf und war danach von 1925 bis 1931 in Berlin und Pößneck in seinem Beruf tätig. 1931 ging er nach Gera und arbeitete bis 1939 als Entwurfslithograf. In seiner Freizeit betätigte er sich autodidaktisch als Maler und Grafiker. In den 1930er Jahren lernte er den Maler Kurt Günther kennen, der seine künstlerische Entwicklung förderte. Rudolph hielt sich während der faschistischen deutschen Besetzung von 1940 bis 1944 unter nicht bekannten Umständen in Brüssel auf. In einer der vorliegenden Quellen heißt es lediglich, dass er dort „seine künstlerischen Kenntnisse und Fähigkeiten weiter ausprägte“. Es ist jedoch anzunehmen, dass Rudolph Angehöriger der deutschen Besatzungstruppen war.
Nach dem Ende des Zweiten Weltkrieges arbeitete Rudolph in Gera als freischaffender Maler und Grafiker und daneben als Kunsterzieher am Lehrerbildungsinstitut in Krossen. Er fügte seinem Familiennamen „Gera“ zu, sichtlich zur Unterscheidung von dem gleichnamigen sächsischen Maler (1911–1975).
Rudolph war Mitglied des Verbands Bildender Künstler der DDR. Er hatte in der DDR eine Anzahl von Ausstellungen und Ausstellungsbeteiligungen und erhielt mehrere staatliche und gesellschaftliche Ehrungen, u. a. mehrfach den Kunstpreis der Stadt Gera und 1987 die Hans-Grundig-Medaille.
Werke Rudolfs befinden sich u. a. im Stadtmuseum Gera, im Lindenau-Museum in Altenburg/Thüringen, in der Kunstsammlung Jena und in der Kunstsammlung der Wismut GmbH, Chemnitz.

## Werke (Auswahl)

### Tafelbilder (Auswahl)
- Aufbau eines Stadtteils (Öl, 56 × 118 cm, 1958)[3]

### Aquarelle (Auswahl)
- Turm der St. Salvator-Kirche Gera (25 × 20 cm; Kunstsammlung der Wismut GmbH)[4]
- Gera am Markt (24 × 18 cm; Kunstsammlung der Wismut GmbH)[5]
- Jenaer Landschaft bei Kunitz (49,7 × 84,8 cm, 1970; Kunstsammlung Jena)[6]
- Tauschnee (39 × 51,3 cm; Lindenau-Museum Altenburg/Thüringen)[6]
- Gera. Haus der Kultur (30 × 72 cm, 1975; Kunstsammlung der Wismut GmbH)[7]
- Alte Stadtmauer Gera (40 × 50 cm, 1980; Kunstsammlung der Wismut GmbH)[8]

### Druckgrafik (Auswahl)
- Gera – Ferberturm (Linolschnitt, 15,1 × 11,7 cm, 1932; Stadtmuseum Gera)[9]
- St. Salvatorkirche mit Schreiberschem Haus (Kaltnadelradierung, 1965; Stadtmuseum Gera)[10]
- Gera – Rathaus (Farblithografie, 22,5 × 56,5 cm, um 1960; Stadtmuseum Gera)[11]

### Buchillustration
- Annelies Schneider-Siemt: Hiddensee. Bilder eines Sommers auf der Insel der Fischer, Maler und Dichter. Sachsenverlag, Dresden, 1951

## Ausstellungen

### Einzelausstellungen (Auswahl)
- 1975 Gera, Kunstgalerie
- 1985 Gera, Galerie am Markt

### Ausstellungsbeteiligungen (Auswahl)
- 1948 Altenburg/Thüringen, Lindenau-Museum („Junge Kunst – Werke Geraer Künstler“)[12]
- 1968: Halle/Saale („Sieger der Geschichte“)
- 1969, 1974, 1979 und 1984 Gera, Bezirkskunstausstellungen
- 1974: Frankfurt/Oder, Galerie Junge Kunst („Aquarell, Gouache, Tempera, Pastell“)
- 1989: Berlin, Akademie-Galerie im Marstall („Bauleute und ihre Werke. Widerspiegelungen in der bildenden Kunst der DDR“)